# Tipula dolichopezoides
Tipula dolichopezoides är en tvåvingeart som beskrevs av Alexander 1920. Tipula dolichopezoides ingår i släktet Tipula och familjen storharkrankar. Inga underarter finns listade i Catalogue of Life.